# Distretto di Tehri Garhwal
Il distretto di Tehri Garhwal è un distretto dell'Uttarakhand, in India, di 604 608 abitanti. È situato nella divisione di Garhwal e il suo capoluogo è New Tehri.